# زبان تاتاری

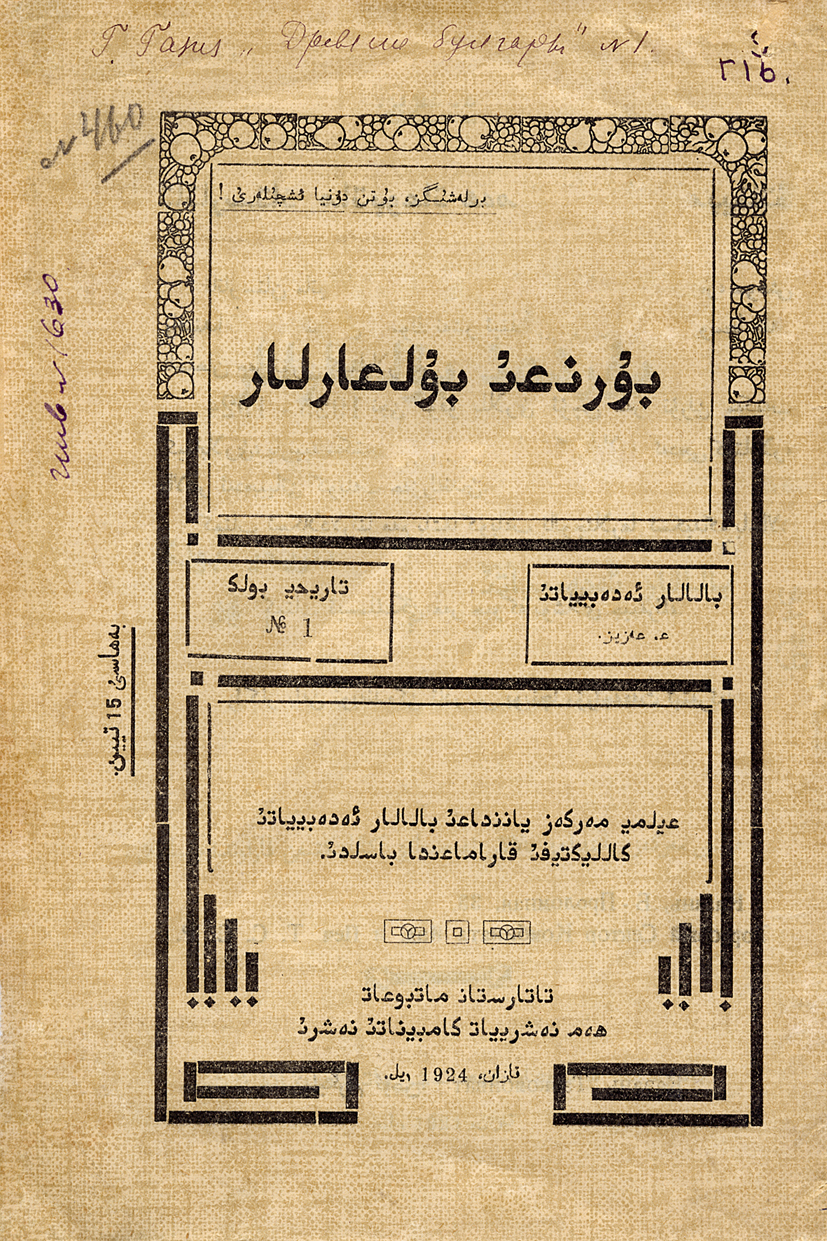
زبان شناسی

تاتاری (سیریلیک: татарча، خط لاتین: tatarça، خط عربی: تاتارچا) زبانی از خانواده زبان‌های ترکی است که تاتارها به آن سخن می‌گویند.

## تاریخ
زبان تاتاری امروزه بازماندهٔ زبان‌های منقرض‌شدهٔ قبچاق یا شاخهٔ شمال‌غربی زبان‌های ترکی و بلغاری باستانی است. این زبان تا حد زیادی از زبان‌های قفقازی و اسلاوی تأثیر پذیرفته‌است.

## پراکندگی جغرافیایی
زبان تاتاری در روسیه، آسیای میانه و جمهوری خودمختار تاتارستان روسیه و نیز قزاقستان گویشورانی دارد. همچنین زبان تاتاری درمیان اقلیت‌های تاتار ساکن در کشورهای اوکراین، ترکیه، لهستان، فنلاند و چین نیز رایج است.
بعلاوه تاتاری زبان مادری حدود ۴۰۰٬۰۰۰ نفر از باشقیرها، که بیشتر در شهر اوفا زندگی می‌کنند، نیز هست. اینان باشقیری‌زبانانی هستند که بر اثر همنشینی و همجواری با تاتارها زبان بومی خود را به‌تدریج کنار گذاشته و تاتارزبان شده‌اند.
براساس سرشماری سال ۲۰۰۲ روسیه، حدود ۹۴٪ از تاتارهای جمهوری تاتارستان و حدود ۷٪ از اقوام دیگرِ ساکن این جمهوری تاتاری می‌دانند. بیش از ۹۴٪ تاتارتباران، زبان تاتاری را نیز می‌دانند.
زبان تاتاری گویش‌های متعددی را شامل می‌شود.

## نوشتار
زبان تاتاری در گذشته به الفباهای گوناگونی نوشته می‌شده، ولی امروز خط سیریلیک تاتاری برای این زبان کاربرد دارد. پیشتر خطوطی مانند خط اورخون، الفبای اسکی املا (برمبنای الفبای فارسی از خط عربی) و الفبای لاتینی نیز برای آن به‌کار می‌رفته. تاتارها تا ۱۹۲۰ زبان خود را با الفبای اسکی املا به کتابت درمی‌آوردند. پس از آن، لاتین‌نویسی و سپس سیریل‌نویسی برای زبانشان رایج شد. امروزه خط دیگری نیز به‌صورت لاتینی برای این زبان در کنار خط سیریلیک استفاده می‌شود که شبیه الفبای ترکی استانبولی است.

## ویژگی‌های زبان
مانند تمام زبان‌های شاخهٔ ترکی از خانوادهٔ آلتایی، زبان تاتاری نیز یک زبان پیوندی است؛ به این معنا که از پسوندهای اضافه‌شونده به مادهٔ اصلیِ کلمه، معانی جدید ساخته می‌شود و کلمات صرف نمی‌شوند. ریشهٔ واژه‌ها، تاتاری-ترکی است، اما این زبان، تأثیرهای زیادی از زبان‌های اورالی حاشیهٔ رود وُلگا و همچنین از زبان عربی، زبان فارسی و زبان روسی پذیرفته‌است.

## نمونهٔ لغات
- haya – آری
- yuq – نه
- isänme(sez)/sawmı(sız) – سلام
- sälâm – سلام (دوستانه)
- sau bul(ığız)/xuş(ığız) – خداحافظ
- zínhar öçen – لطفاً
- räxmät – سپاسگزارم
- ğafu it(egez) – معذرت می‌خواهم
- min – من
- sin – تو (sg.)
- ul – او
- bez – ما
- sez – شما
- alar – ایشان
- millät – ملت
- İngliz(çä) – انگلیسی